# Aeroportul Lewis University
Aeroportul Lewis University (IATA: LOT, ICAO: KLOT, FAA LID: LOT) este un aeroport din Illinois, Statele Unite ale Americii ce deservește zona Chicago. Aeroportul a fost tranzitat în 2019 de 138 de pasageri.
Situat la o altitudine de 207 m, aeroportul dispune de 2 piste.

## Infrastructură

### Piste
Aeroportul dispune de 2 piste. Pista 2/20 are suprafața de beton și dimensiunile 6.500 picioare × 100 picioare. Pista 09/27 are suprafața de asfalt și dimensiunile 5.696 picioare × 75 picioare. 